# 左宗申
左宗申（1952年—），汉族，中华人民共和国政治人物，第十一届、第十二届全国政协委员。

## 生平
加入中国民主同盟，担任全国工商联常委、重庆市工商联副主席、宗申产业集团董事长、总裁。2008年，当选第十一届全国政协委员，代表中华全国工商业联合会，分入第二十一组。